# Funga
Funga é um termo recente para o reino dos fungos (reino Fungi) semelhante aos termos de longa data fauna para animais e flora para plantas. O termo apareceu pela primeira vez na literatura em 1996, cunhado para substituir o termo micobiota, usado para designar o grupo de fungos de um nicho ecológico, habitat ou lugar.

## Etimologia
O termo funga foi construído artificialmente como uma palavra análoga aos termos fauna e flora. Deriva da palavra em latim fungus, que por sua vez deriva do grego σϕογγος (sphongos) para ‘esponja’.

## Histórico
O termo funga foi cunhado em 1996 para designar um grupo de espécies de fungos relacionados a um determinado habitat ou local (funga associada). Posteriormente apareceu de maneira esparsa na literatura científica, bem como outros termos como micota, micobiota e micoflora.
Em 2018, pesquisadores participantes do IX Congreso Latinoamericano de Micología propuseram padronizar o emprego do termo funga (plural: fungae) como uma forma de popularizar os fungos junto aos demais organismos macroscópicos (animais e plantas). Também são propostos os termos "FF&F" e "os 3Fs" para representar estes três grandes grupos.